# Белен Лопес
Беле́н Ло́пес (ісп. Belén López; нар. 28 березня 1970, Севілья, Іспанія) — іспанська акторка театру та кіно.

## Вибіркова фільмографія
- 8 побачень (2008)
- 15 років та один день (2013)